# 7. oktober
7. oktober je 280. dan leta (281. v prestopnih letih) v gregorijanskem koledarju. Ostaja še 85 dni.

## Dogodki
- 3761 pr. n. št. – prvi dan (Anno Mundi) po židovskem koledarju.
- 1571 – krščanska vojska v pomorski bitki pri Lepantu premaga Turke.
- 1604 – uradno je ustanovljeno rusko mesto Tomsk.
- 1908 – Avstro-Ogrska anektira Bosno in Hercegovino.
- 1928 – Herbert Clark Hoover izvoljen za 31. predsednika ZDA.
- 1940 – Wehrmacht sporazumno vkoraka v Romunijo.
- 1943:
  - Rdeča armada prodre do Dnepra.
  - zavezniška vojska vkoraka v Capuo.
- 1944 – predstavniki ZDA, Sovjetske zveze, Kitajske in Združenega kraljestva v graščini Dumbarton Oaks zasnujejo predlog za ustanovitev OZN.
- 1944 – vzhodne arabske države podpišejo aleksandrijski sporazum.
- 1949 – ustanovljena je Nemška demokratična republika.
- 1950 – Ljudska republika Kitajska zasede Tibet.
- 1955 – Six Gallery reading; beatniki so javno brali svoja dela.
- 1981 – Hosni Mubarak postane predsednik Egipta.
- 2000 – Davo Karničar kot prvi smuča z Mount Everesta.
- 2023 – militantne skupine pod vodstvom Hamasa v napadu na Izrael ubijejo okoli 1200 ljudi in zajamejo okoli 250 talcev; napad sproži vojno med Izraelom in Hamasom.

## Rojstva
- 1301 – Aleksander Mihajlovič, tverski knez († 1339)
- 1409 – Elizabeta Luksemburška, ogrska, nemška in češka kraljica († 1442)
- 1576 – John Marston, angleški pesnik, dramatik, satirik († 1634)
- 1748 – Karel XIII. Švedski († 1818)
- 1802 – Magnus Brostrup Landstad, norveški pastor, pesnik († 1880)
- 1810 – Martin Hočevar, slovenski poslovnež, mecen in politik, († 1886)
- 1822 – Karl Leuckart, nemški zoolog, pedagog († 1898)
- 1868 – Žiga Laykauf, slovenski pesnik in publicist († 1938)
- 1885 – Niels Bohr, danski fizik, nobelovec 1922 († 1962)
- 1900 – Heinrich Himmler, nacistični uradnik († 1945)
- 1920 – Jack Rowley, angleški nogometaš († 1998)
- 1931 – Desmond Tutu, južnoafriški duhovnik, nobelovec 1984 († 2021)
- 1952 – Vladimir Putin, ruski predsednik
- 1967 – Toni Braxton, ameriška pevka

## Smrti
- 929 - Karel III. Preprosti, kralj Zahodnofrankovskega kraljestva (* 879)
- 1072 – Sančo II., kastiljski kralj (* 1036)
- 1142 – cesar Džuntoku, 84. japonski cesar (* 1197)
- 1259 – Ezzelino III. da Romano, italijanski vojskovodja, gibelin (* 1194)
- 1260 – Albert I., saksonski vojvoda (* 1175)
- 1368 – Lionel Antwerp, angleški princ, grof Ulster (* 1338)
- 1708 – Gobind Rai – Gobind Singh, sikhovski guru (* 1666)
- 1796 – Thomas Reid, škotski filozof (* 1710)
- 1849 – Edgar Allan Poe, ameriški pesnik (* 1809)
- 1887 – George James Webb, angleško-ameriški skladatelj (* 1803)
- 1919 – Alfred Deakin, avstralski predsednik vlade (* 1856)
- 1956 – Clarence Birdseye, ameriški izumitelj, poslovnež (* 1886)
- 1956 – Maud Allan, kanadska plesalka (* 1883)
- 1983 – George Ogden Abell, ameriški astronom (* 1927)
- 1995 – Gérard Henri de Vaucouleurs, francosko-ameriški astronom (* 1918)
- 2006 – Ana Politkovska, ruska novinarka (* 1958)
- 2020 – Mario Molina, mehiški kemik (* 1943)

## Prazniki in obredi
- Rimskokatoliška cerkev: praznik Rožnovenske Matere Božje
- svetovni dan habitata